# Ascotis büchlei
Ascotis büchlei är en fjärilsart som beskrevs av Charles Constant Wilfrid Kilian 1897. Ascotis büchlei ingår i släktet Ascotis och familjen mätare. Inga underarter finns listade i Catalogue of Life.